# Cotehardie

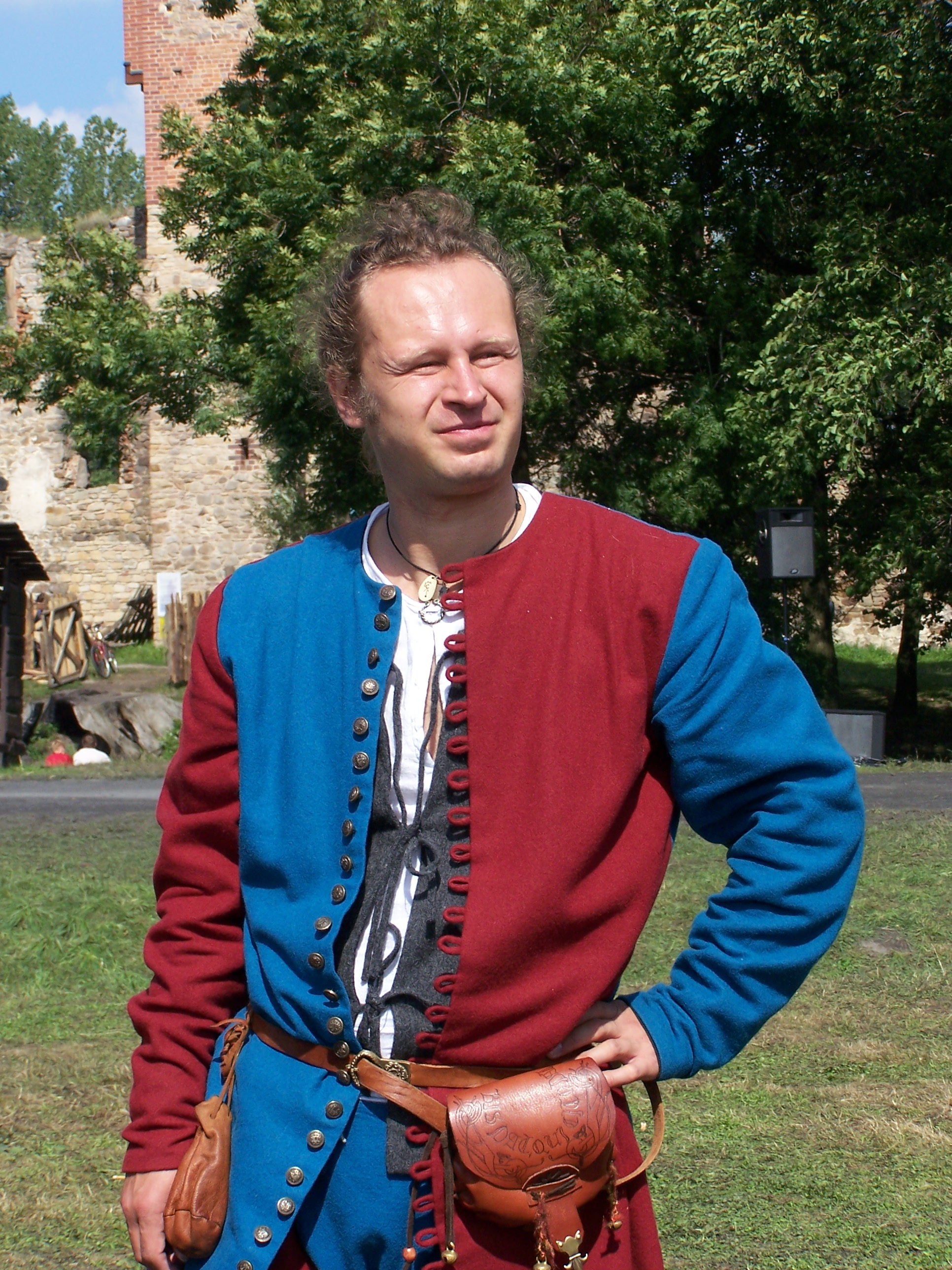
Man i cotehardie under en medeltidsfestival i Polen.

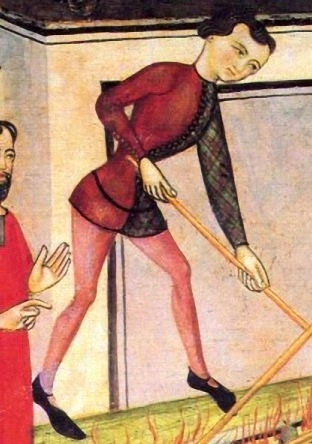
Medeltida avbildning av man i cotehardie.

En cotehardie är ett medeltida klädesplagg; närmast en figurskuren rock, ofta med knäppning mitt fram. Cotehardien kan vara kort eller hellång. Män bar oftast kortare plagg medan kvinnornas så gott som alltid var hellånga. En viktig modedetalj under en period var cotehardier i mi-parti (tvåfärgade med vänster och höger sida i olika färger).